# Pidonia binigrosignata
Pidonia binigrosignata là một loài bọ cánh cứng trong họ Cerambycidae.